# Грігла (Міннесота)
Грігла (англ. Grygla) — місто (англ. city) в США, в окрузі Маршалл штату Міннесота. Населення — 180 осіб (2020).

## Географія
Грігла розташована за координатами 48°17′58″ пн. ш. 95°37′25″ зх. д. / 48.29944° пн. ш. 95.62361° зх. д. (48.299541, -95.623726).  За даними Бюро перепису населення США в 2010 році місто мало площу 1,49 км², уся площа — суходіл.

## Демографія
Згідно з переписом 2010 року, у місті мешкала 221 особа в 110 домогосподарствах у складі 64 родин. Густота населення становила 148 осіб/км².  Було 131 помешкання (88/км²).
Расовий склад населення:
| - 99,1 % — білих - 0,5 % — корінних американців |

До двох чи більше рас належало 0,5 %. Частка іспаномовних становила 0,0 % від усіх жителів.
За віковим діапазоном населення розподілялося таким чином: 20,4 % — особи молодші 18 років, 58,3 % — особи у віці 18—64 років, 21,3 % — особи у віці 65 років та старші. Медіана віку мешканця становила 45,5 року. На 100 осіб жіночої статі у місті припадало 87,3 чоловіків;  на 100 жінок у віці від 18 років та старших — 87,2 чоловіків також старших 18 років.
Середній дохід на одне домашнє господарство  становив 51 377 доларів США (медіана — 47 955), а середній дохід на одну сім'ю — 60 838 доларів (медіана — 55 000). За межею бідності перебувало 16,6 % осіб, у тому числі 27,1 % дітей у віці до 18 років та 20,0 % осіб у віці 65 років та старших.
Цивільне працевлаштоване населення становило 96 осіб. Основні галузі зайнятості: виробництво — 33,3 %, освіта, охорона здоров'я та соціальна допомога — 14,6 %, оптова торгівля — 10,4 %, роздрібна торгівля — 10,4 %.